# Vibeke Lunde
Vibeke "Babben" Lunde (21 de março de 1921 — 12 de agosto de 1962) foi uma velejadora norueguesa, medalhista olímpica. Ela competiu nos Jogos Olímpicos de Verão de 1952 na classe 5.5 Metre e conquistou a medalha de prata a bordo do Encore, ao lado de Peder Lunde e Børre Falkum-Hansen.
Ela conheceu seu marido Peter enquanto navegava na ilha de Ormøya, perto de Oslo, em 1936. Com ele, teve o filho Peder Lunde Jr. que, em 1960, tornou-se campeão olímpico na classe Flying Dutchman.